# Giuseppe Pognante
Giuseppe Pognante (Joseph Pognante en français), né à Saint-Rambert-en-Bugey le 1er février 1894 et mort le 16 mars 1985 à Suse en Italie, est un peintre italien.

## Biographie
Les parents de Joseph Antoine Pognante sont épiciers à Saint-Rambert en Bugey, où nait Joseph le 1 février 1894. Son père Michel Antoine Pognante et sa mère Louise Camandone sont originaires de Piossasco en Italie. L'acte de naissance de Joseph précise qu'ils sont sujets italiens.
Pendant cinq ans, Joseph étudie à l'école des Beaux-Arts de Lyon, il est en 1912, dans la classe d'Auguste Morisot. Avec ses amis étudiants, il fait partie du groupe Ziniar, un groupe d’artistes, essentiellement peintres, qui représentent alors le courant moderne, avant-gardiste, de la peinture lyonnaise des années 1920 à 1924.
Il expose au Salon d'Automne à Lyon. Il peint des portraits, des paysages, des figures .
L'épicerie de son père a été vandalisée, lors des représailles anti-italiennes , après l'assassinat de Sadi Carnot, il demande à son fils, sur son lit de mort, de ne pas se faire naturaliser français. Quand la Première Guerre mondiale éclate, Joseph part rejoindre le 3e Régiment Alpin du Bataillon l'Exilles italien.
À la fin de la guerre, il épouse Rita Guglielmino. Pendant la Seconde Guerre mondiale, il va en Afrique enseigner dans un lycée à Mogadiscio, en Somalie.
Il rentre en Italie, il vit  dans sa maison, via Francesco Rolando, à Suse. Il meurt le 16 mars 1985, à l'âge de 91 ans.
Il a au moins un fils, Gino Pognante, dont l'épouse, Lida Laveroni Pognante, valorise le patrimoine de l'artiste.

## Expositions
En 1917, il présente huit œuvres au Salon d'Automne.
Il expose à Lyon dans la galerie Les Deux Collines, la galerie Maire-Pourceaux, et trois œuvres à la galerie St-Pierre chez Alfred Poyet lors de la première exposition du groupe Ziniar, en 1920.
Ses tableaux sont aussi exposés à Suse, la ville dans laquelle il a vécu. En 2005, son nom est également donné à un parc de jeu, sur la rue Berenfelz (45° 08′ 12″ N, 7° 03′ 01″ E). Une peinture murale est inspirée de ses tableaux. Une rétrospective est présentée au centre culturel San Secondo en 2019.